# Armjansk
Armjansk (ukrainska: Армянськ uttal (fil); ryska: Армянск;  armeniska: Արմիանսկ; krimtatariska Ermeni Bazar) är en stad i den norra delen av Krim vid Karkinitviken på Perekopnäset, som förbinder Krimhalvön med Cherson oblast på det ukrainska fastlandet, med 21 987 invånare 2014. Administrativt är den en del av Armjansk kommun som också innefattar byarna Voloschyne (Волошине), Perekop (Перекоп) och Suvorovo (Суворове)..
Stadens största arbetsgivare är «Krimski Titan» (Кримський Титан), som procedurer titandioxid (TiO2), svavelsyra och mineralgödsel. Staden har också ett stålbetongverk.

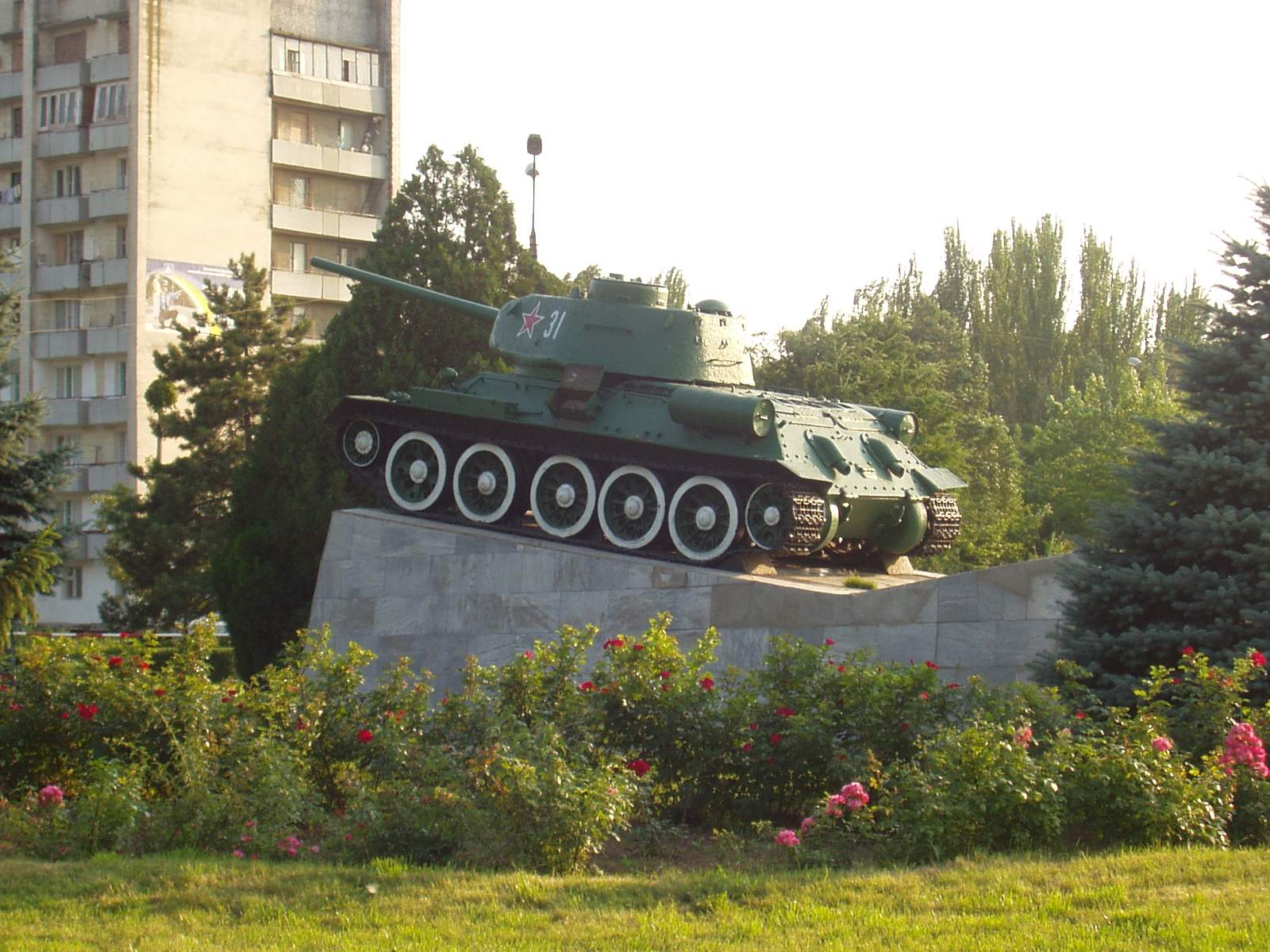

## Historia
Armjansk grundlades på 1700-talet av armenier och greker, som hade kommit dit från den närliggande byn Or Qapı (idag Perekop). Det första namnet på byn var Ermeni Bazar (krimtatariska for «den armeniska marknaden»). Efter 1774, då Osmanska riket vid freden i Kutschuk-Kainardji tvingades avsäga sig överhögheten på Krim, kom området att bli ryskt protektorat fram till 1783, då hela Krim annekterades av Ryska Imperiet. År 1793 blev Perekop huvudstad i oblastet Taurien, som dock ersattes av provinsen Nya Ryssland (Novorossija) år 1796 eller 1797. Under krimkriget utvandrade många krimtatarer från regionen till Turkiet och bosättare från Ryska Imperiet flyttade in.
Efter Sovjetunionens bildande kom Armjansk som resten av Krim först att tillhöra den ryska delrepubliken, men tillföll år 1954 den ukrainska och förblev ukrainskt vid landets självständighet 1991. Det regionala parlamentet i Krim bildade 2014 Republiken Krim och den inlemmades i mars 2014 de facto i Ryska federationen, efter militär ockupation från ryska och proryska styrkor och en kontroversiell folkomröstning som internationellt endast accepterats av Ryssland och en handfull allierade stater.

## Demografi
Armjansk hade 2001 en befolkning på 22.592.
Vid folkräkningen 2001 var befolkningens nationalitet följande:
|             | Antal  | i Procent |
| Ryssar      | 14 969 | 55,7      |
| Ukrainare   | 9 722  | 36,2      |
| Krimtatarer | 949    | 3,5       |
| Vitryssar   | 299    | 1,1       |
| Armenier    | 94     | 0,3       |
| Tatarer     | 87     | 0,3       |
| Moldavier   | 85     | 0,3       |
| Azerer      | 82     | 0,3       |

Befolkningsutveckling (för staden)
- 1926: 2 670
- 1939: 3 975
- 1970: 8 532
- 1989: 24.833
- 2001: 24 508
- 2007: 22 922
- 2011: 22 592